# Экономика Нижегородской области
Экономика Нижегородской области — это седьмая по величине валового регионального продукта экономика субъекта Российской Федерации. Объем валового регионального продукта Нижегородской области в 2023 году составил 1,8 триллиона рублей.

## Промышленность

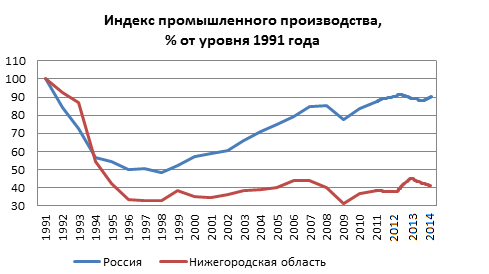
Динамика индексов промышленного производства в Нижегородской области и в России в 1991—2009 годах, в процентах от значений 1991 года

Основные отрасли промышленности — машиностроение, передельная чёрная металлургия, химическая промышленность, лесная промышленность, целлюлозно-бумажная промышленность, легкая промышленность, а также, пищевая промышленность.
Предприятия передельной чёрной металлургии (Выкса, Кулебаки, Нижний Новгород, Бор) и цветной металлургии (Нижний Новгород). Целлюлозно-бумажное производство (Правдинск, Балахна).
В Кстово расположен самый крупный из нефтеперерабатывающих заводов компании «Лукойл».

### Лёгкая и пищевая промышленность
Основные предприятия лёгкой промышленности области:
- «Гамма Текстиль»
- Швейное предприятие «Сапфир»
- «Светлогорье»
- Чкаловская швейная фабрика
- «Сетка»
- «Крафтканат»
- Кожевенный завод «Хромтан»
- АО имени А. Ю. Юргенса

Основные подотрасли пищевой промышленности Нижегородской области:
- «Мултон Партнерс»
- Нижегородский масложировой комбинат
- «Сфера»
- «Бугровские Мельницы»
- «Первый Мясокомбинат»
- Нижегородский молочный завод
- «Хлеб»
- «Каравай»
- «Юнис»
- Сормовская кондитерская фабрика

### Машиностроение
В Нижегородской области промышленность производит коммерческий транспорт и спецтехнику, легковые и грузовые автомобили, силовые агрегаты и автокомпоненты. В этом списке такие предприятия и компании, как:
- ПАО «ГАЗ»
- ООО «Автозавод «ГАЗ»»
- ПАО «Павловский автобус»
- ООО «Павловский автобусный завод»

Запчасти производят такие предприятия как:
- ПАО «Заволжский моторный завод» – производство двигателей и запчастей к ним для внедорожников, легких коммерческих автомобилей и автобусов типа ПАЗ
- ООО «Нижегородские моторы» – производство автозапчастей для отечественных автомобилей, грузовых автомобилей, микроавтобусов
- ГК «Автокомпонент» – производство деталей из пластмасс
- Завод акустических материалов «Автотехника» – производство изоляционных материалов
- НПО «Автопромагрегат» – производство трубопроводов тормозной и топливной систем, светильников, систем улавливания паров топлива и др. для российских автозаводов ГАЗ, УАЗ, ВАЗ
- АО «Сосновскагропромтехника» – один из крупнейших производителей автокомпонентов - высококачественных изделий из пластика, композитных материалов, цветных металлов и резин
- ООО «Завод ИНКОМ» – производитель жгутов, проводов для транспортных средств, бытового и промышленного оборудования
- ООО ПК «Селеста» – завод по производству автомобильных компонентов. Специализируется на изготовлении из композитных материалов деталей интерьера и экстерьера автомобилей легкового и грузового транспорта, спецтехники
- ООО «НиАС» – производство сидений для автобусов, микроавтобусов и спецтехники[3]

### Судостроение
Нижегородский регион является одним из крупнейших промышленных центров России, обладающим большим потенциалом в судостроении. Судостроители Нижегородской области производят широкую номенклатуру гражданских и вспомогательных судов для Военно-морского флота, в том числе:
- Пассажирские круизные теплоходы
- Танкеры (для перевозки наливом сырой нефти и нефтепродуктов)
- Танкеры-сухогрузы
- Сооружения из железобетона (плавучие причалы, дебаркадеры)
- Дноуглубительные самоотвозные суда (для выемки и удаления грунта на судоходных путях)
- Катера (морские скоростные на воздушной каверне и воздушной подушке, рейдовые водолазные, служебно-вспомогательные, аварийно-спасательные с оснащением их специальным оборудованием)
- Ледокольные буксиры и скоростные рабочие катера ледового класса
- Портовая техника и изделия судового машиностроения
- Доки

Ключевые предприятия:
- ПАО «Завод «Красное Сормово» (входит в Объединенную судостроительную корпорацию) – производство судов торгового флота (сухогрузы, танкеры), пассажирских судов (круизные пассажирские суда речного и смешанного «река-море» плавания), рыбопромышленных судов (краболовы-процессоры), нефтегазового оборудования для наземных буровых установок, морских буровых платформ и пр.
- АО «Судостроительный завод «Волга» – строительство высокоскоростных судов различного назначения (пассажирские суда, грузовые суда, спасательные суда, патрульные катера, катера для отдыха)
- ОАО «Завод «Нижегородский теплоход» – строительство судов технического и вспомогательного флота, портовой техники и производство изделий судового машиностроения
- АО «Сокольская судоверфь» – производство и модернизация судов вспомогательного флота, специальных судов и катеров (военное судостроение); производство барж, дебаркадеров для паромных переправ, доков, сухогрузных теплоходов, моторных яхт (гражданское судостроение)
- АО «Окская судоверфь» – строительство нефтеналивных и сухогрузных среднетоннажных судов смешанного плавания, контейнеровозов, специальных и служебных судов, барж; изготовление передвижных понтонных парков, наплавных автодорожных мостов
- АО «ЦКБ по СПК им. Р.Е.Алексеева» – проектирование экранопланов, судов на подводных крыльях, судов на воздушной каверне, судов на воздушной подушке, катеров и др.

### Промышленность строительных материалов
Комплекс промышленности строительных материалов развивается на базе собственных месторождений минерального сырья, расположенных на территории области. В его состав входят: строительный камень, стекольное сырье, кирпично-черепичное сырье, песчано-гравийные материалы, строительные пески, формовочные материалы, гипс и ангидрит, а также карбонатные породы для мелиорации почв.
Производством керамического и силикатного кирпича занимаются следующие предприятия:
- Кирпичный завод «Керма»
- Борский силикатный завод
- Навашинский завод стройматериалов
- Починковский кирпичный завод

### Химическая промышленность
Химия и нефтехимия являются важными отраслями экономики Нижегородской области. За 2022 год в химическом производстве было отгружено продукции на 176,7 млрд рублей. В производстве кокса и нефтепродуктов объем отгруженной продукции увеличился в 1,4 раза. В производстве резиновых и пластмассовых изделий было отгружено продукции на 52 млрд рублей. Количество занятых в химической отрасли составляет 16 187 человек.
Ключевые предприятия:
- ООО «ЛУКОЙЛ-Нижегороднефтеоргсинтез» – выпуск свыше 70 наименований товарных нефтепродуктов: автомобильные, авиационные и дизельные топлива, нефтебитумы, парафины и др.; является одним из ведущих предприятий в России с мощностью по переработке нефти 17 млн тонн в год
- ООО «Русвинил» – производство ПВХ и этилена
- ООО «Сибур-Кстово» – производство этилена, пропилена и бензола
- Биохимический холдинг «Оргхим» – разработчик и производитель крупнотоннажных продуктов «зеленой химии» (масла-пластификаторы, антиоксиданты, эмульгаторы, скипидарные продукты, канифольные продукты, адгезионные добавки, прочие продукты нефтепереработки)
- ООО «Биаксплен» – производство биаксиально-ориентированных пленок (БОПП)
- ООО «Завод синтанолов» (ГК «Норкем») – производство поверхностно-активных веществ и полиэтиленгликолей, а также сложных полиэфиров и специальных химических продуктов для различных отраслей промышленности[3]

### Электроэнергетика
По состоянию на начало 2020 года, на территории Нижегородской области эксплуатировались девять электростанций общей мощностью 2756,1 МВт, в том числе одна гидроэлектростанция и восемь тепловых электростанций. В 2019 году они произвели 9754,4 млн кВт·ч электроэнергии.
На территории Нижегородской области расположена Нижегородская ГЭС (Заволжье).
Тепло- и энергообеспечение Нижнего Новгорода осуществляют Автозаводская ТЭЦ электрической мощностью 580 МВт, Сормовская ТЭЦ (ТГК-6) — 350 МВт. Нижний Новгород расположен в энергодефицитном регионе. Это в том числе связано с отменой строительства в конце 1980-х Горьковской АСТ. В 2009 года инвестиционный совет при губернаторе нижегородской области одобрил проект строительства в Нижнем Новгороде парогазовой ТЭЦ электрической мощностью 900 МВт и тепловой мощностью 840 Гкал/час.
Тепло- и энергообеспечение Дзержинска осуществляют Дзержинская ТЭЦ электрической мощностью 580 МВт, Игумновская ТЭЦ (ТГК-6) — 57 МВт.
В Балахне функционирует Нижегородская ГРЭС.
Запланировано строительство Нижегородской АЭС.

## Народные промыслы
Художественные промыслы (хохломская и городецкая роспись).
Строчевышивальный промысел (Борская вышивка)

## Сельское хозяйство
Выращивают рожь, овёс, ячмень, пшеницу, гречиху, сахарную свёклу, лён-долгунец. Возделывают лук, картофель. Также развито молочно-мясное и молочное скотоводство, свиноводство, птицеводство.
Тепличные комбинаты выращивают около 12 тыс. тонн внесезонной овощной продукции. В 2022 году было собрано 1,7 млн тонн зерна, что превышало потребности области. Собственной мясной продукции в области выращивается недостаточно, мясо импортируется из Аргентины и других стран.

## Транспорт

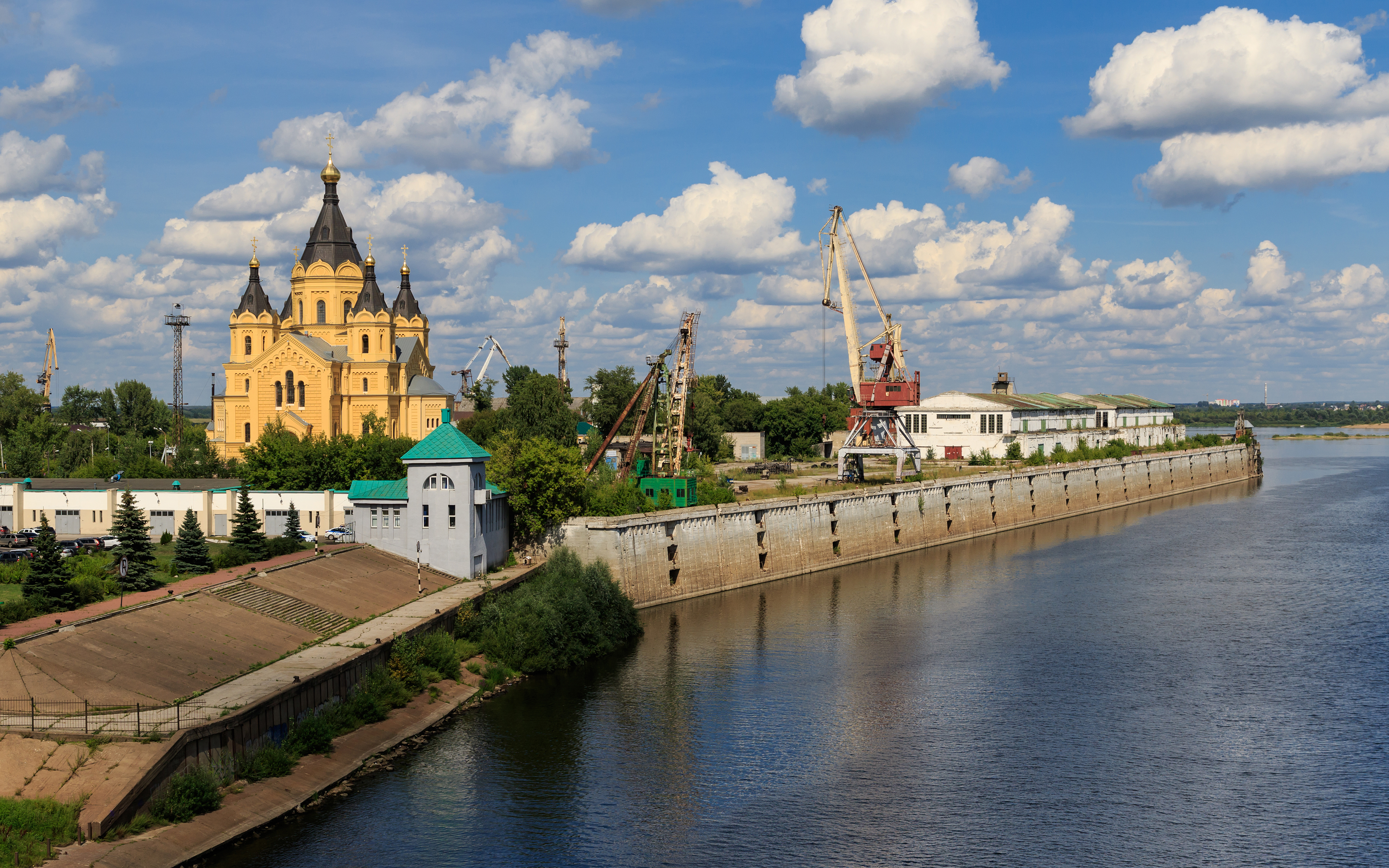
Нижегородский грузовой порт

По территории области проходит Горьковская железная дорога, управление которой расположено в административном центре. Судоходство возможно по Волге, Оке, Ветлуге, Суре.
В 2009 году сдан в эксплуатацию вантовый мост на трассе Муром — Навашино, заменивший собой понтонный мост, который действовал только в летнее время и имел малую грузоподъёмность.
Узкоколейные железные дороги на территории области:
- Узкоколейная железная дорога завода «Капролактам»  - находилась в промзоне города Дзержинск.
- Узкоколейная железная дорога Пешеланского гипсового завода «Декор-1» - находится в окрестностях города Арзамас.
- Узкоколейная железная дорога Альцевского торфопредприятия - находится в Тоншаевском районе посёлке Пижма
- Узкоколейная железная дорога Керженского торфопредприятия - находится в Борском районе посёлке Керженец.

## Финансы
В Нижнем Новгороде действуют филиалы большинства крупнейших российских и зарубежных коммерческих банков: «Альфа-банк», «Банк Москвы», «Банк Сосьете Женераль Восток», «Внешторгбанк», «Газпромбанк», «МДМ банк», «Петрокоммерц», «Райффайзенбанк», «Росбанк», «Россельхозбанк», «Сбербанк», «ВТБ 24», «Уралсиб», «ЮниКредит Банк»,«Московский Индустриальный Банк»  и др. Всего насчитывается более 80 банков и их филиалов.

## Доходы населения

Средний доход населения Нижегородской области в % к среднероссийскому

В 1991 году среднедушевые денежные доходы населения Нижегородской области составляли 423 руб./мес. (91 % от среднероссийского уровня), в 1996 году — 534,6 руб./мес. (69 % от среднероссийского уровня), в 2022 году — 39 999 руб./мес. (85 % от среднероссийского уровня).
Средняя номинальная начисленная заработная плата в Нижегородской области — 51 847 руб./мес. (2022 год).
Средний размер назначенных пенсий в Нижегородской области по данным на январь 2022 года составляет 19217 руб./мес.
Доля населения с доходами ниже прожиточного минимума — 10,1% (2022 год).

## Природные ресурсы
Имеются месторождения торфа, фосфоритов, железных руд.
В бассейне реки Пьяна есть крупное месторождение титан-циркониевых руд («чёрные пески»): Итмановская россыпь (с. Итманово, Гагинского района) общие запасы 67 млн. м³, из них забалансовые — 4,9 млн м³, прогнозные — 31,2 млн. м³. Месторождение входит в пятерку крупнейших россыпных месторождений титана и циркония России.
Имеются месторождения суглинков:
- Сосновское месторождение (балансовые запасы составляют 788 тыс м³) северо-западнее поселка Сосновское[13],

- Ковернинское месторождение (балансовые запасы составляют 361 тыс м³) северо-восточнее деревни Чёрное[13].

В месторождениях Ардатовского района запасы кварцевого песка составляют 53,8 млн м³, глины — 17,8 млн м³. Для их освоения планируется строительство нового стекольного завода.
На территории области находится 80 километровый Пучеж-Катунский метеоритный кратер, образовавшийся 167 млн лет назад.